# 페요테선인장
페요테선인장(Peyote, 학명: Lophophora williamsii)는 작고 가시가 없는 선인장의 일종이다. 미국 서남부와 멕시코 원산으로, 치와와 사막과 멕시코 타마울리파스주 산루이스포토시주에서 주로 덤불 속, 특히 석회암이 있는 땅에서 발견된다.
페요테선인장 선인장은 향정신성 알칼로이드 성분(대표적으로 환각제 메스칼린 등)으로 잘 알려져 있으며, 명상이나 영혼 비행, 환각 정신 요법 등의 다양한 초월 의식에서 도취제나 부가물로 널리 사용된다. 아메리카 원주민들은 의식용으로 약용으로 이 선인장을 오래 사용해왔다.
4월부터 5월 정도까지 분홍색 꽃이 만발하는데 때로 9월까지 지지 않는 수도 있다.

## 특징

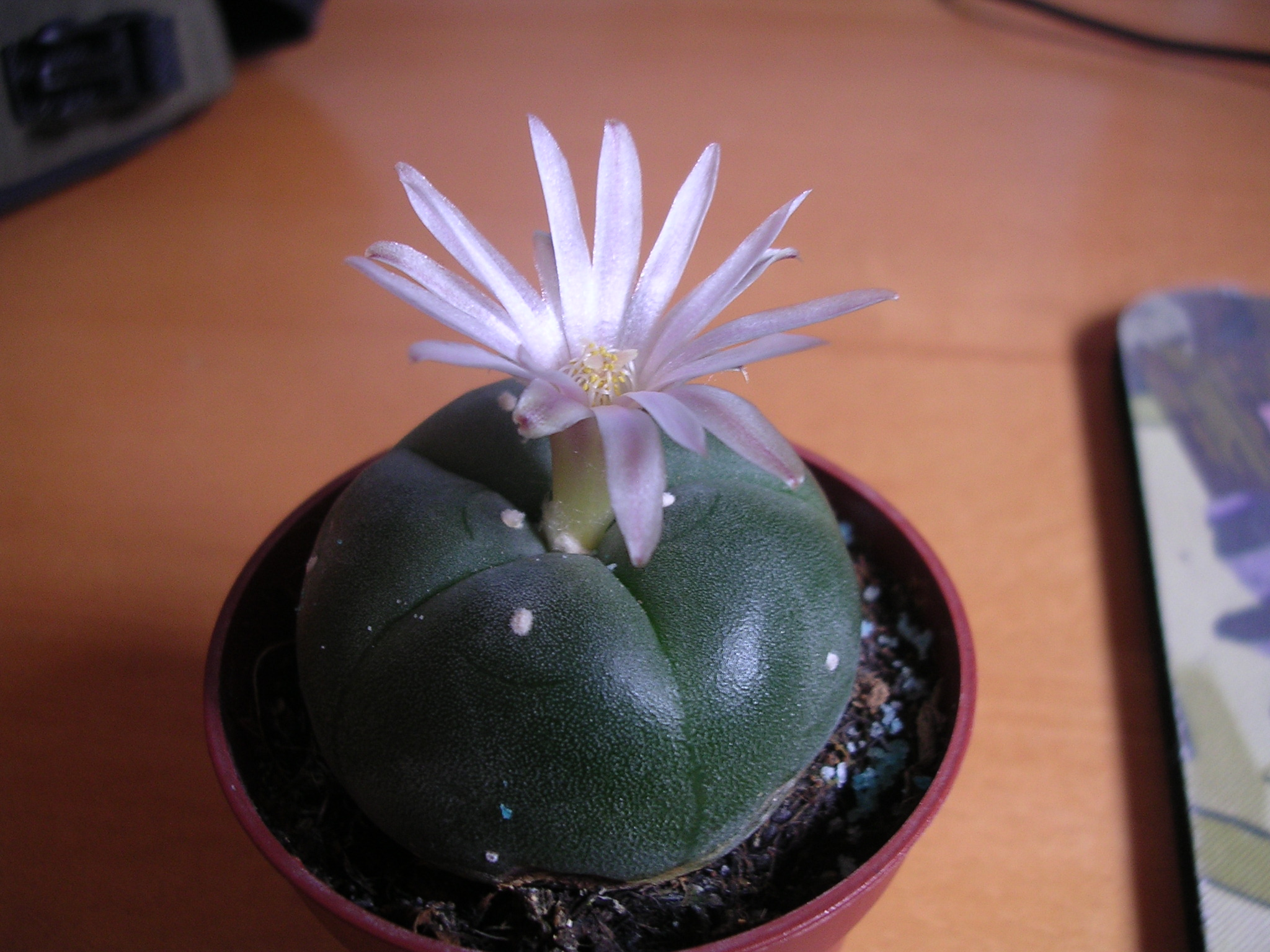
분홍색 꽃이 핀 페요테선인장

꽃은 이따금 개화하여 분홍빛의 작은 열매(식용)를 맺는다. 씨는 작고 검으며 발아할 때는 높은 온도와 습도가 필요하다. 자라는 속도는 매우 느리다.
지면 위로 나온 선인장의 끄트머리는 마치 왕관과 같은 모습으로, 이 부분을 뿌리만 남겨놓고 수확하여 이용한다. 알맞게 잘 잘랐을 때는 남은 뿌리 끝이 유합하여 썩지 않고 이듬해 다시 수확할 수 있지만, 그렇지 못하면 영영 죽어버릴 수 있다.

## 쓰임
페요테선인장은 메스칼린을 비롯한 펜에틸아민 계열 알칼로이드를 포함하는데, 메스칼린 함량은 말리지 않은 것이 0.4%, 말린 것은 3~6% 정도이다.